# Lenka Andrýsová
Lenka Andrýsová (* 28. června 1984 Hluzov) je bývalá česká politička, v letech 2010–2013 poslankyně za Olomoucký kraj a místopředsedkyně Zahraničního výboru zvolená do Parlamentu ČR za politickou stranu Věci veřejné. V dubnu 2012 ohlásila konec svého členství ve straně Věci Veřejné a asociaci s politickou platformou Karolíny Peake.

## Vzdělání a profese
V letech 1997–2003 navštěvovala Gymnázium Hranice. Mezi lety 2003–2008 studovala na Vysoké škole ekonomické v Praze zprvu bakalářský obor mezinárodního obchodu a posléze magisterský obor mezinárodní politika a diplomacie. Poté pokračovala doktorským studiem politologie na stejné škole. Během vysokoškolského studia přispívala do Českého rozhlasu a spolupracovala s ním. Absolvovala zahraniční stáže a studijní pobyty v USA, Velké Británii, Německu nebo na české ambasádě ve Varšavě.

## Politická kariéra
Pochází z politicky aktivní rodiny, otec a sestřenice jsou starostové, další členové rodiny zastávají pozice v obecních zastupitelstvech. V roce 2007 byla asistentkou senátora Martina Mejstříka. Od roku 2009 do jara 2011 byla místopředsedkyní strany Věci veřejné. Ve sněmovně se zabývá implementací Protikorupční strategie a zahraniční politikou.
Ve volbách v roce 2009 za VV kandidovala do Evropského parlamentu. Při kampani před parlamentními volbami 2009 Andrýsová zaujala billboardem „Kluky pusťte k vodě, volte naše holky“, na němž se s dalšími třemi členkami VV (Kateřina Klasnová, Kristýna Kočí a Karolína Peake) objevila v plavkách. O půl roku později, při kampani před parlamentními volbami 2010, byla mezi šesticí členek VV, které nafotily kalendář, ve kterém byly zachyceny obnažené.